# Уэтзел
Округ Уэтзел (англ. Wetzel County) располагается в США, штате Западная Виргиния. Официально образован 3 марта 1843 года, получил своё название в честь американского политического и государственного деятеля Льюиса Ветцеля. По состоянию на 2010 год, численность населения составляла 16 583 человека.

## География
По данным Бюро переписи США, общая площадь округа равняется 935 км², из которых 927 км² суша и 9 км² или 0,9 % это водоёмы.

### Соседние округа
- Маршалл (Западная Виргиния) — север
- Грин (Пенсильвания) — северо-восток
- Мононгейлия (Западная Виргиния) — восток
- Марион (Западная Виргиния) — восток
- Гаррисон (Западная Виргиния) — юго-восток
- Додридж (Западная Виргиния) — юг
- Тайлер (Западная Виргиния) — северо-запад
- Монро (Западная Виргиния) — запад

## Демография
По данным переписи населения 2000 года в округе проживает 17 693 жителей в составе 7 164 домашних хозяйств и 5 079 семей. Плотность населения составляет 19 человек на км². На территории округа насчитывается 8 313 жилых строений, при плотности застройки 9 строений на км². Расовый состав населения: белые — 98,92 %, афроамериканцы — 0,08 %, коренные американцы (индейцы) — 0,10 %, азиаты — 0,32 %, гавайцы — 0,02 %, представители других рас — 0,03 %, представители двух или более рас — 0,53 %. Испаноязычные составляли 0,42 % населения независимо от расы.
В составе 30,20 % из общего числа домашних хозяйств проживают дети в возрасте до 18 лет, 57,70 % домашних хозяйств представляют собой супружеские пары проживающие вместе, 9,30 % домашних хозяйств представляют собой одиноких женщин без супруга, 29,10 % домашних хозяйств не имеют отношения к семьям, 25,70 % домашних хозяйств состоят из одного человека, 12,80 % домашних хозяйств состоят из престарелых (65 лет и старше), проживающих в одиночестве. Средний размер домашнего хозяйства составляет 2,45 человека, и средний размер семьи 2,92 человека.
Возрастной состав округа: 23,80 % моложе 18 лет, 6,80 % от 18 до 24, 26,50 % от 25 до 44, 26,80 % от 45 до 64 и 16,20 % от 65 и старше. Средний возраст жителя округа 40 лет. На каждые 100 женщин приходится 94,30 мужчин. На каждые 100 женщин старше 18 лет приходится 91,20 мужчин.
Средний доход на домохозяйство в округе составлял 30 935 USD, на семью — 36 793 USD. Среднестатистический заработок мужчины был 37 296 USD против 19 339 USD для женщины. Доход на душу населения составлял 16 818 USD. Около 15,30 % семей и 19,80 % общего населения находились ниже черты бедности, в том числе — 26,60 % молодежи (тех кому ещё не исполнилось 18 лет) и 15,20 % тех кому было уже больше 65 лет.